# Сан Чипријано (Л’Аквила)
Сан Чипријано (итал. San Cipriano) је насеље у Италији у округу Л'Аквила, региону Абруцо.
Према процени из 2011. у насељу је живело 522 становника. Насеље се налази на надморској висини од 643 м.